# 2008年泰柬边境争端
2008年泰柬边境争端开始于2008年6月，争议焦点在于建于11世纪的柏威夏寺及其周边地区的领土所有权。据柬埔寨驻联合国大使表示，争端开始于约50名泰国士兵进入到距柏威夏寺附近约300米的柬埔寨领土。